# Chien de Saint-Hubert
Pour les articles homonymes, voir Bloodhound et Saint-Hubert.
Le chien de Saint-Hubert ou bloodhound (« chien de sang ») est une race de chien de chasse originaire de Belgique. La Fédération cynologique internationale (FCI) attribue son origine à la ville de Saint-Hubert en Belgique. C'est un chien d'ordre de grande taille, d'aspect lourd et massif. La tête est grande avec la bosse occipitale bien marquée. La peau de la tête est très lâche et profondément ridée.
Les oreilles, fines et tire-bouchonnées sont très longues. Le poil court, dense, assez dur est bien couché sur le corps. Les trois couleurs de la robe sont les bicolores noir et feu, foie et feu et l’unicolore rouge.
Selon la légende, la race remonterait au VIIIe siècle avec la légende de saint Hubert. Le chien de Saint-Hubert serait arrivé en Grande-Bretagne avec Guillaume le Conquérant. La race est renommée pour son flair qui en fait un excellent limier. Il est utilisé comme un chien courant et un chien de détection.

## Historique

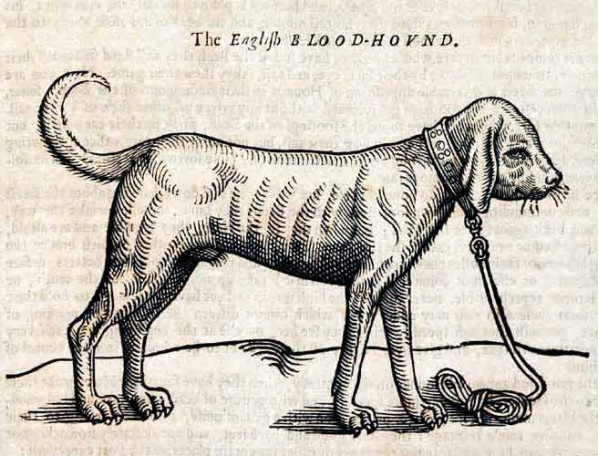
Un chien de Saint-Hubert sur une gravure du XVIIe siècle.

On raconte qu'au VIIIe siècle, Saint Hubert lui-même aurait élevé les ancêtres de ce chien pour la chasse à courre. Selon la légende de Saint Hubert, Dieu lui apparut un jour entre les bois du cerf qu'il poursuivait. Il changea alors radicalement de vie. Après sa mort, les moines auraient conservé la race. Ils offraient chaque année au roi de France six exemplaires parmi les plus beaux pour la vénerie royale. De par leurs qualités, ces chiens de Saint-Hubert étaient utilisés pour mettre l'animal sur pied (les rapprocheurs). Ils furent toutefois délaissés par les veneurs qui préférèrent des races « nouvelles » plus rapides et dirent du Saint-Hubert « qu'ils sont meilleurs aux traits (en laisse) que découplés (à la poursuite de l'animal)[réf. nécessaire] ».  
Le chien de Saint-Hubert serait arrivé en Angleterre avec Guillaume le Conquérant. On raconte également qu'à la même époque existait une race de Saint-Hubert blanc, donc les spécimens prirent le nom de talbot outre-Manche. Le chien de Saint-Hubert a quasiment disparu en France après la Révolution. Son retour dans l'hexagone au XIXe siècle s'est effectué à partir des chiens d'outre-Manche. Le Saint-Hubert connut alors une nouvelle ère dans les meutes de Napoléon III. Le renouveau de la race à cette époque doit beaucoup à Le Couteulx de Canteleu[réf. nécessaire]. 
Saint Hubert est fêté le 3 novembre, date à laquelle une bénédiction traditionnelle des chiens a lieu à Tervuren, où il est mort. 
Le chien de Saint-Hubert est très présent aux États-Unis où il est très apprécié pour son flair. La race est utilisée comme chien policier pour la recherche de personne disparue, ainsi que les fugitifs et les évadés de prison. Par ailleurs, le chien de Saint-Hubert a été utilisé pour identifier les criminels aux États-Unis, et seule une identification par cette race était considérée comme une preuve dans les tribunaux. 
Gaston Fébus est le premier, dans son Livre de chasse, à dépeindre un chien ayant les caractéristiques du Saint-Hubert.

## Standard

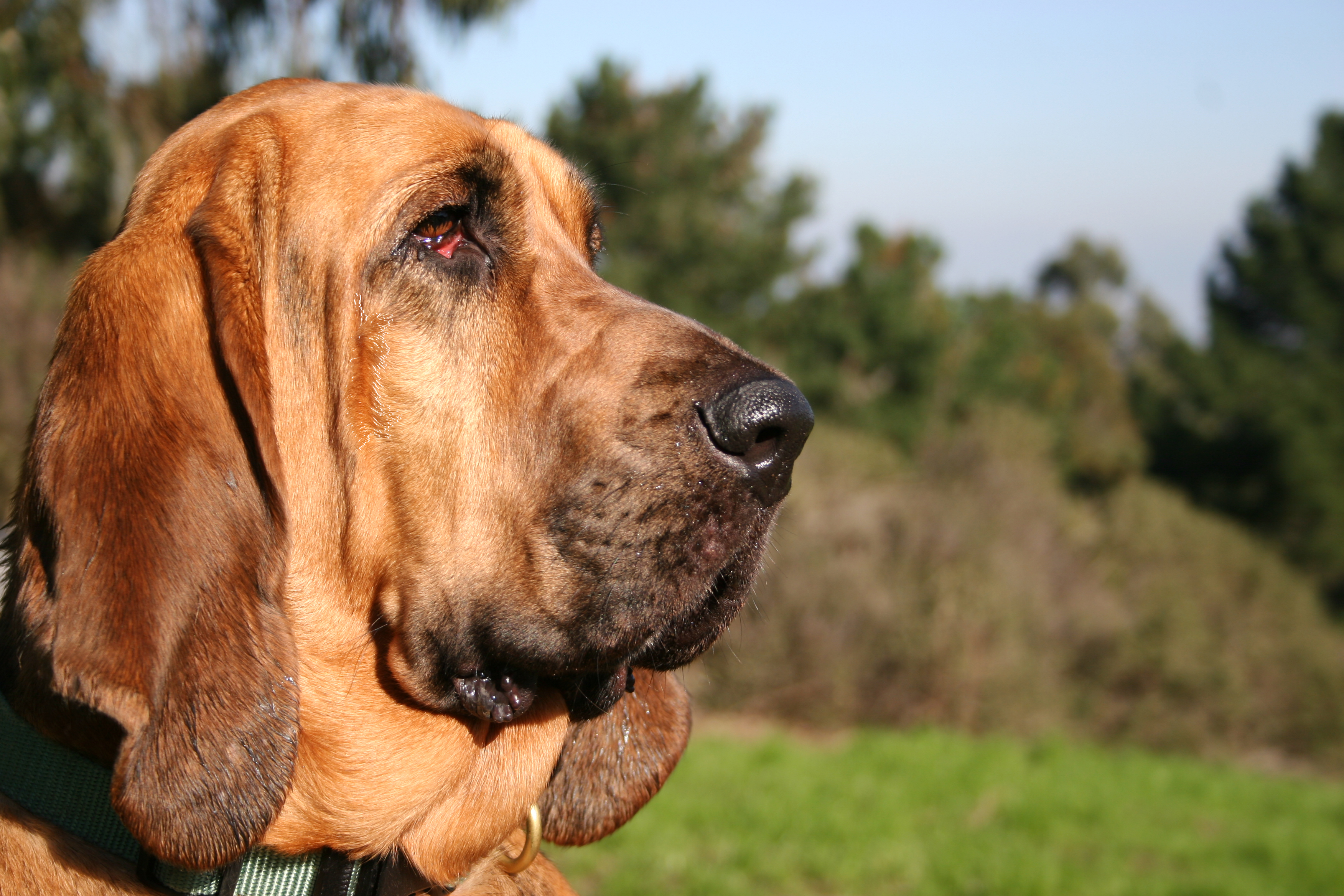
Portrait d'un chien de Saint-Hubert.

Le chien de Saint Hubert est un chien d'ordre de grande taille, d'aspect lourd et massif et à la marche lente et imposante. L'ossature est très forte. Attachée haut, la longue et épaisse queue est portée en sabre. La tête est grande avec la bosse occipitale bien marquée. La peau sur la tête est très lâche et celle du front et des joues est profondément ridée. Les babines sont très longues et pendantes. Les oreilles, fines et tire-bouchonnées sont très longues : elles dépassent largement la truffe quand elles sont tirées en avant. De grandeur moyenne, les yeux de forme ovale sont brun foncé ou noisette.
Le poil court, dense, assez dur est bien couché sur le corps. Sur la tête et les oreilles, le poil est très court et doux au toucher. Les trois couleurs de la robe sont les bicolores noir et feu, foie et feu et l’unicolore rouge.

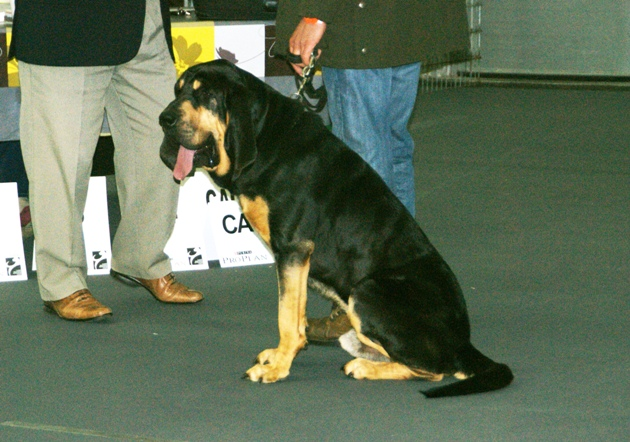
Un chien de Saint-Hubert noir et feu.
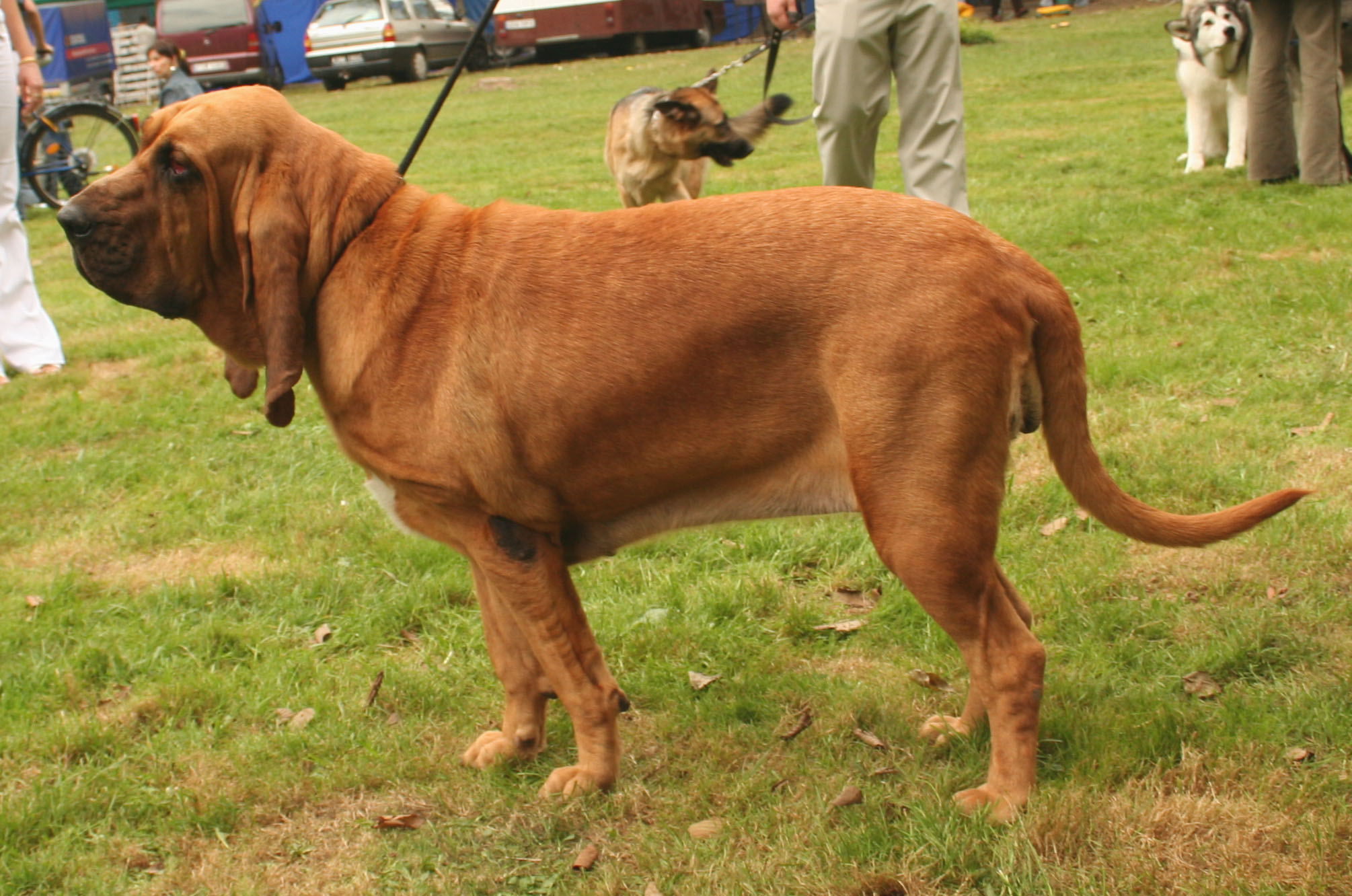
Un chien de Saint-Hubert rouge unicolore.
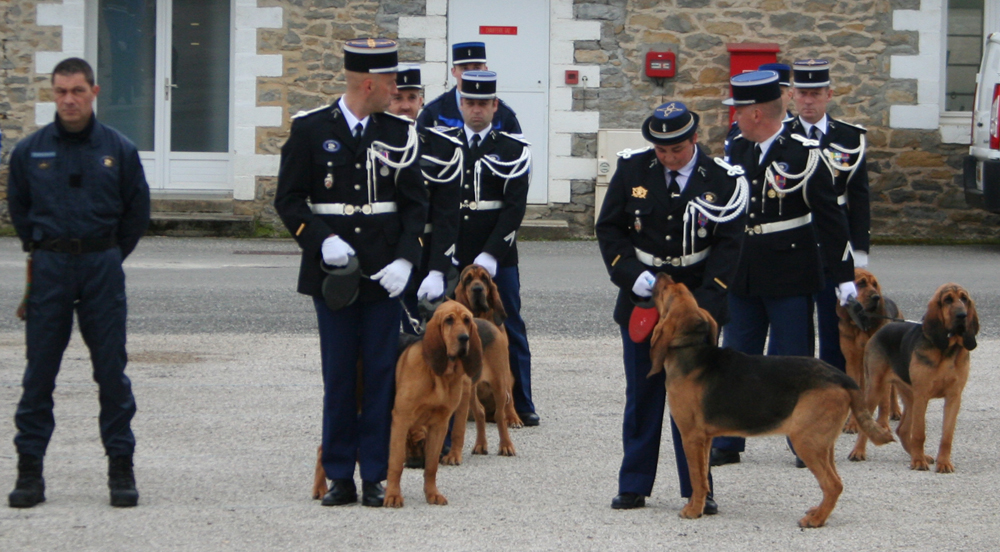
Saint Hubert en Gendarmerie.
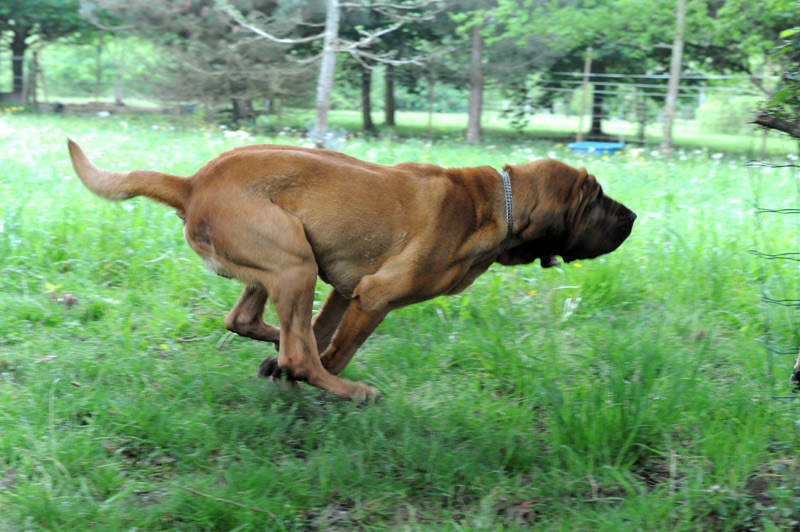
Saint Hubert en action.

## Caractère
Le chien de Saint-Hubert est décrit dans le standard FCI comme un chien doux, placide, gentil, sociable et très attaché à son propriétaire. Le chien de Saint-Hubert est un chien de meute et l'apprentissage rapide de l'obéissance est primordial. Il ne supporte pas l'enfermement. 
Chien très réservé et ne connaissant qu'un seul maître, il est aussi très sensible, aux compliments comme aux reproches, de nature affectueuse, plein de noblesse et de dignité. Comme beaucoup de chiens destinés à chasser à l'odorat, il devient temporairement sourd quand il flaire une piste.

## Utilité

### Chien policier

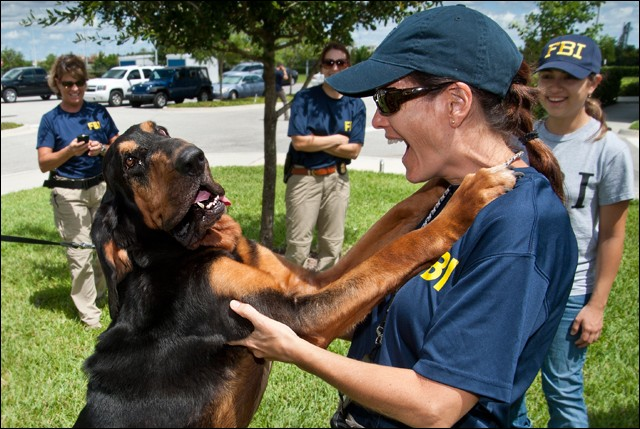
Un chien de Saint-Hubert utilisé par le FBI comme chien de détection.

Aux États-Unis, il a été utilisé pour rechercher les esclaves noirs en fuite et les indiens séminoles avant d'être utilisé dans les pénitenciers pour retrouver les prisonniers évadés, puis devenir le chien policier de recherche et de sauvetage au flair infaillible valable en droit devant les tribunaux. Depuis peu grâce à l'acharnement de certains éleveurs, il a fait son entrée dans la gendarmerie française — en 2023, elle en comptait 17 opérationnels — et dans les polices belge, suisse et allemande. De nombreuses affaires ont déjà été élucidées grâce à sa capacité à distinguer des odeurs vieilles de plusieurs jours.
Le chien de Saint-Hubert est très présent où il est très apprécié pour son flair. La race est utilisée comme chien policier aux États-Unis pour la recherche de personne disparue. Le chien de Saint-Hubert est le chien au sens de l’odorat le plus développé.

### Chien de compagnie
C’est un chien de compagnie agréable du fait de son caractère doux et placide. C'est un grand chien qui prend beaucoup de place. Le chien de Saint-Hubert est une race sportive et il a besoin de sortir régulièrement et de se dépenser. 

### Chien de chasse

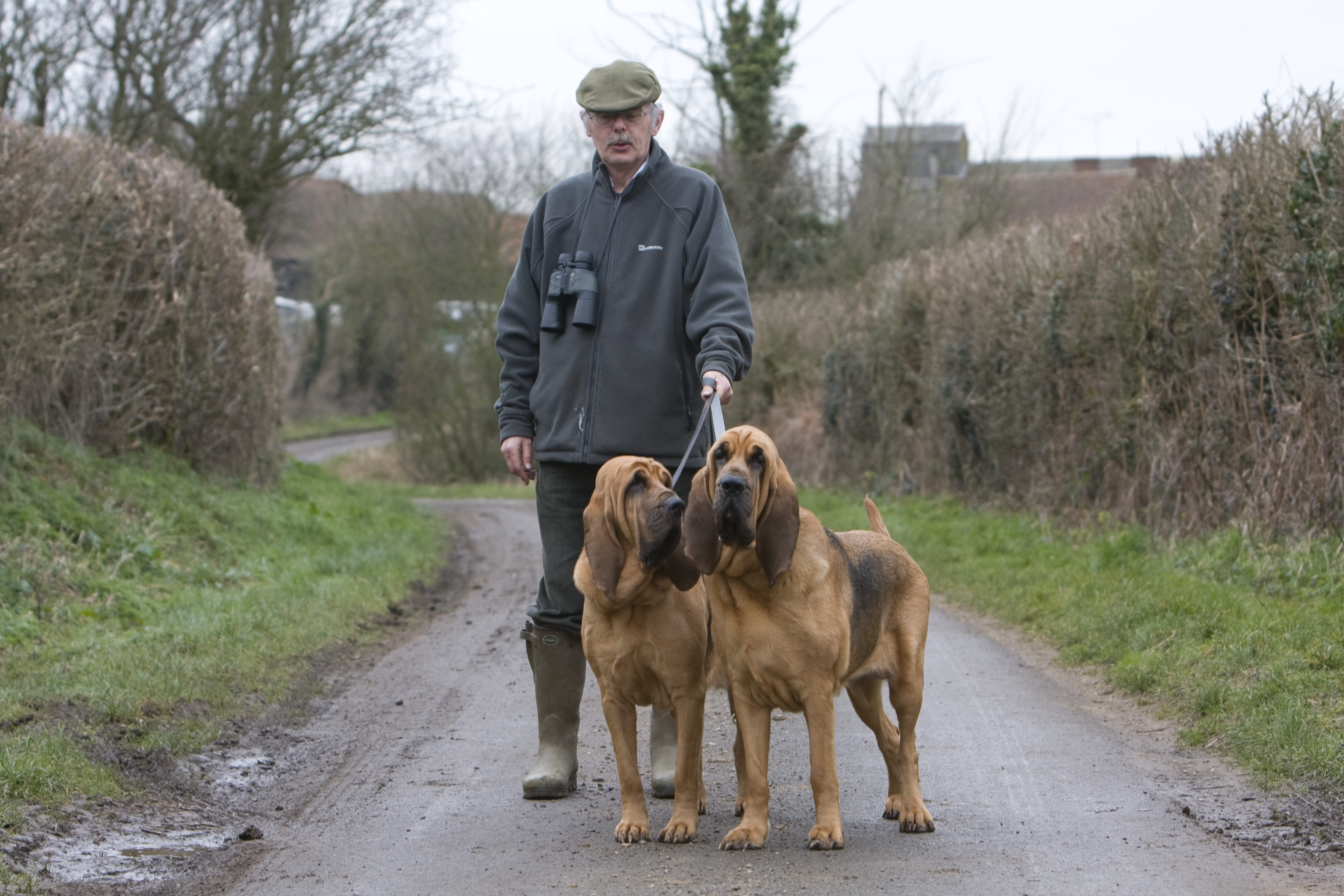
Deux chiens de Saint-Hubert utilisés en trial.

Mis à part la chasse au gros gibier qui est son domaine privilégié (cerf, chevreuil, sanglier), il déploie ses qualités de limier de rapprocheur, de chien de pied. Il est historiquement utilisé comme chien de recherche grâce à son flair redoutable. Les moines de l'abbaye de Saint-Hubert en Ardenne l'utilisaient pour retrouver les pèlerins égarés. Il s'est retrouvé expatrié aux États-Unis et en Angleterre avec les nobles qui fuyaient la révolution[réf. nécessaire].
Aujourd'hui, c'est principalement par son utilisation à la chasse qu'est préservé le patrimoine génétique de cette race qui est à l'origine d'un grand nombre de races de chiens du sixième groupe. En France, le nombre de chasseurs-utilisateurs est stable. Mais le nombre de propriétaires utilisateurs qui le font travailler (professionnels du monde entier) est en nette progression. Il est maintenant présent au Kenya et en République démocratique du Congo dans la réserve des Virunga pour traquer les braconniers et protéger les éléphants et rhinocéros, ce qui est un bien pour la race, pour la recherche de bons géniteurs parfois à des milliers de kilomètres pour éviter la consanguinité, conformes au standard et capables de travailler, et par les soins qu'il nécessite (alimentation haut de gamme). En France le nombre faible de naissances le différencie des autres races (Grand Bleu de Gascogne, Gascon-saintongeois…)[réf. nécessaire].
Au Royaume-Uni, le Saint-Hubert (Bloodhound) est aujourd'hui utilisé fréquemment par des équipages de « Clean-Boot ». Sport de loisirs, dérivé de la chasse à courre qui consiste à faire pister un ou deux coureurs par une meute (pack). Tous les Saint-Hubert conformes aux standards de bonne morphologie, et surtout ceux qui ont une bonne vivacité, due à la sélection sur des sujets ayant ces caractéristiques (têtus, obstinés comme le dit le standard), avec un bon entraînement identique à un sportif de haut niveau, seront de très bon chiens de chasse. De nombreux pays européens l'utilisent pour la chasse du gros gibier avec succès[réf. nécessaire].

## Entretien

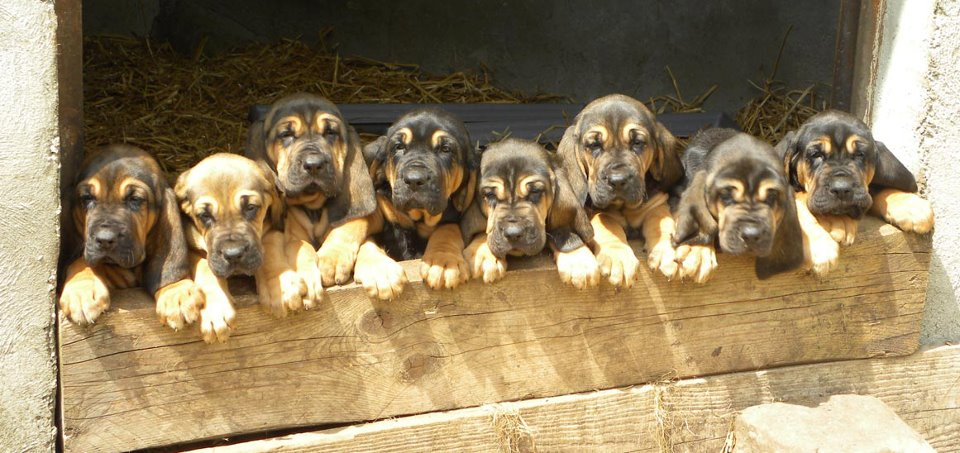
L'alimentation des chiots doit être surveillée pour permettre un bon développement osseux.

Le chien de Saint-Hubert a besoin d'activité physique régulière pour lui permettre de développer un bon équilibre et une formation musculaire satisfaisante. L'alimentation des chiots doit être complétée par des suppléments minéraux pour assurer un bon développement osseux.

## Saint-Hubert célèbres

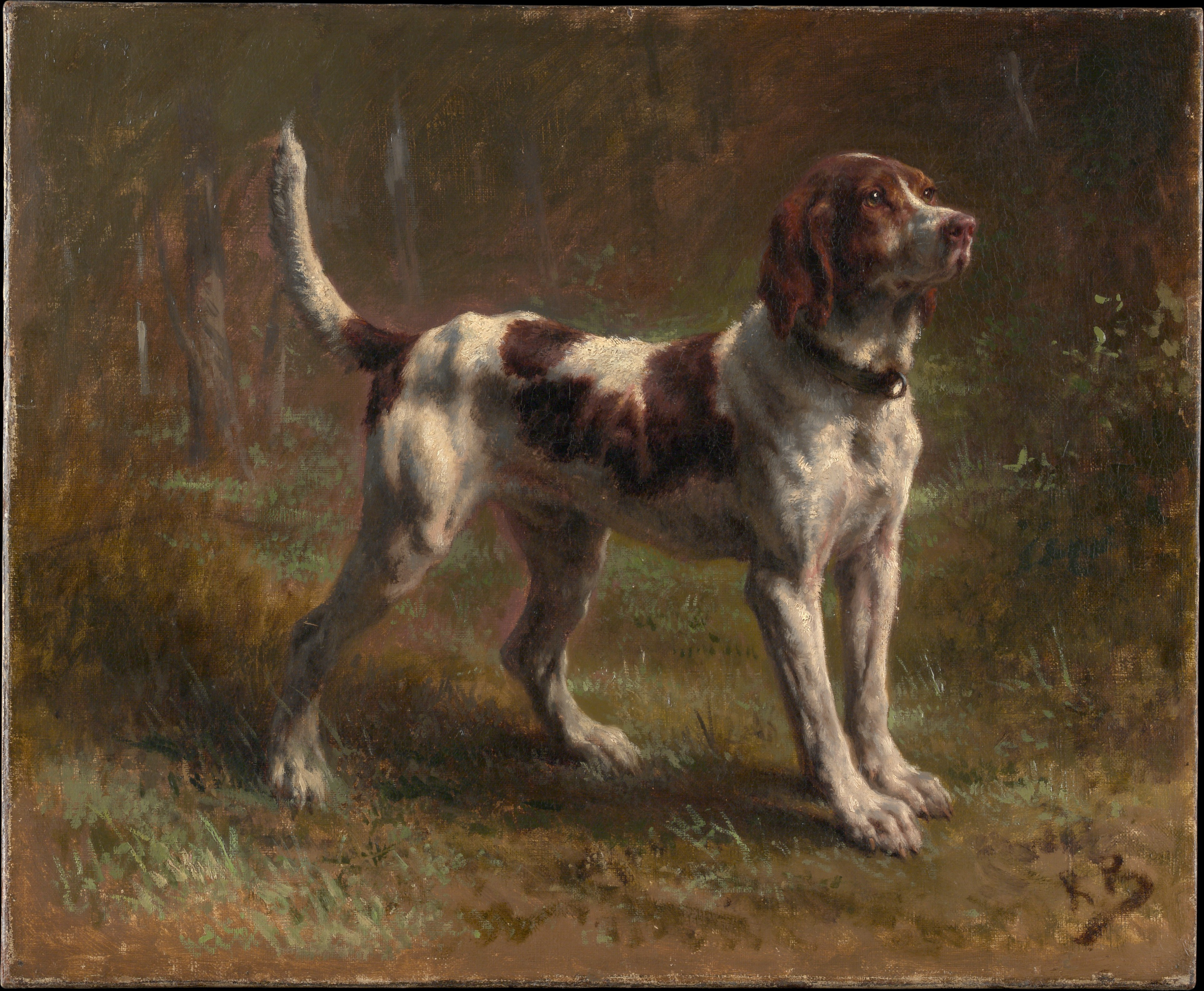
Un Limier Briquet Hound
Rosa Bonheur, vers 1856
Metropolitan Museum, New York

Le tableau de Rosa Bonheur réalisé d'après nature vers 1856, est l'un des nombreux portraits de chiens de chasse et d'animaux domestiques qu'elle a peint. Ce chien a appartenu à un gentilhomme connu sous le nom de Vicomte d'Armaille. 
- Les personnages de Disney suivants sont des Saint-Hubert : Pluto qui est le chien de Mickey Mouse, César dans La Belle et le Clochard, Napoléon dans les Aristochats, Rouky dans Rox et Rouky et Grognard dans Les 101 Dalmatiens.
- L'un des chiens du roi, dans La Folie des grandeurs.
- Ladybird, le chien de la famille Hill  Les Rois du Texas est un Saint-Hubert femelle.
- Dans la version originale du roman d'Arthur Conan Doyle,  Le Chien des Baskerville (1902) le chien est décrit comme un croisement entre un Saint-Hubert (traduit limier dans les versions françaises) et un Mastiff (traduit dogue dans les versions françaises).